# 3570 Wuyeesun
3570 Wuyeesun је астероид главног астероидног појаса. Приближан пречник астероида је 16,99 ,
а средња удаљеност астероида од Сунца износи 3,023 астрономских јединица (АЈ).
Инклинација (нагиб) орбите у односу на раван еклиптике је 11,315 степени, а орбитални период износи 1920,102 дана (5,256 година). Ексцентрицитет орбите астероида износи 0,090.
Апсолутна магнитуда астероида износи 11,40 а геометријски албедо 0,168.
Астероид је откривен 14. децембра 1979. године.